# Rio Guandu (periodiskt vattendrag)
Rio Guandu är ett periodiskt vattendrag i Brasilien.   Det ligger i delstaten Paraíba, i den östra delen av landet, 1 700 km nordost om huvudstaden Brasília.
Omgivningen kring Rio Guandu är huvudsakligen savann. Området är ganska glesbefolkat, med 34 invånare per kvadratkilometer.